# Župnija Sv. Gregor
Župnija Sv. Gregor je rimskokatoliška teritorialna župnija dekanije Ribnica nadškofije Ljubljana.

### Farne spominske plošče
V župniji so postavljene Farne spominske plošče, na katerih so imena vaščanov iz okoliških vasi (Andol, Brinovšica, Črnec, Dvorska Vas, Gašpinovo, Graben, Grebenje, Hojče, Hudi Konec, Kotelj, Krnče, Levstiki, Marolče, Maršiči, Perovo, Praproče, Pugled pri Karlovici, Pusti Hrib, Rigelj, Sv. Gregor, Škrlovica in Zadniki) ki so padli nasilne smrti na protikomunistični strani v letih 1942-1945. Skupno je na ploščah 68 imen.